# ZuTTO
ZuTTO（ずっと）は2004年に結成された日本の音楽ユニット。篠原ともえ、松本英子の二人によって構成される。

## 概要・来歴
メンバーは篠原ともえ、松本英子の二人。
2004年に結成。直後にシングル「明日に続く空」（マルサンアイ豆乳CM曲）をリリース。二人のコーラスが特徴的なミディアムテンポの明るめのポップ・ミュージックに構成されている。CDを買いづらい若年層でも買えるよう制作費を抑え、300円での発売を実現。卒業に合わせて小学生がクラス単位で購入することもあったとされる。
2006年に楽曲「恋につづく街」「フワフワな午後」を制作し、ライブ会場限定でCD販売され後にダウンロード販売された。その曲でも二人のハーモニーを主軸とした楽曲に仕上がっている。また、2007年夏に公開された映画『コーラスたい』の主題歌に同ユニットの楽曲が起用された。

## 作品

### シングル
- 明日に続く空／思いの花束 （2004年1月28日）
- 恋につづく街／フワフワな午後（2006年）

## 出演番組

### テレビ
- ミュージックステーション（テレビ朝日系列）

### ラジオ
- やまだひさしのラジアンリミテッドDX（TOKYO FM）